# Liste des types de U-Boote de la Première Guerre mondiale
La Liste des types de U-Boote de la Première Guerre mondiale comprend les types des sous-marins allemands (Unterseeboot) de la Kaiserliche Marine (Empire allemand) et de la k.u.k. Kriegsmarine (Empire austro-hongrois) antérieur ou durant la Première Guerre mondiale.

## Liste des types de sous-marins de laKaiserliche Marine(Empire allemand)
| Type   | Année d'introduction | Nombre d'U-boote construit | Commentaires |
| ------ | -------------------- | -------------------------- | ------------ |
| U 1    | 1906                 | 1                          |              |
| U 2    | 1906                 | 1                          |              |
| U 3    | 1907                 | 2                          |              |
| U 5    | 1908                 | 4                          |              |
| U 9    | 1908                 | 4                          |              |
| U 13   | 1909                 | 3                          |              |
| U 16   | 1909                 | 1                          |              |
| U 17   | 1910                 | 2                          |              |
| U 19   | 1910                 | 4                          |              |
| U 23   | 1911                 | 4                          |              |
| U 27   | 1912                 | 4                          |              |
| U 31   | 1912                 | 11                         |              |
| U 43   | 1914                 | 8                          |              |
| U 51   | 1914                 | 6                          |              |
| U 57   | 1914                 | 12                         |              |
| U 63   | 1915                 | 3                          |              |
| U 66   | 1913                 | 5                          |              |
| U 81   | 1915                 | 6                          |              |
| U 87   | 1915                 | 6                          |              |
| U 93   | 1915                 | 22                         |              |
| U 127  | 1915                 | 4                          |              |
| U 139  | 1916                 | 3                          |              |
| U 142  | 1916                 | 1                          |              |
| U 151  | 1916                 | 7                          |              |
| UA     | 1912                 | 1                          |              |
| UB I   | 1914                 | 17                         |              |
| UB II  | 1915                 | 30                         |              |
| UB III | 1916                 | 89                         |              |
| UC I   | 1914                 | 15                         |              |
| UC II  | 1915                 | 64                         |              |
| UC III | 1916                 | 16                         |              |
| UE I   | 1915                 | 10                         |              |
| UE II  | 1916                 | 9                          |              |
|        | Total                | 375                        |              |

## Liste des types de sous-marins de lak.u.k. Kriegsmarine(Empire austro-hongrois)
| Type  | Année d'introduction | Nombre d'U-boote construit | Commentaires                         |
| ----- | -------------------- | -------------------------- | ------------------------------------ |
| U 1   | 1909                 | 2                          |                                      |
| U 3   | 1909                 | 2                          |                                      |
| U 5   | 1910                 | 3                          |                                      |
| U 10  | 1915                 | 5                          |                                      |
| U 14  | 1914                 | 1                          |                                      |
| U 20  | 1916                 | 4                          |                                      |
| U 27  | 1917                 | 8                          |                                      |
| U 43  | 1917                 | 2                          |                                      |
| U 48  |                      | 0                          | 2 non terminés à la fin de la guerre |
| U 50  |                      | 0                          | 2 non terminés à la fin de la guerre |
| U 52  |                      | 0                          | 2 non terminés à la fin de la guerre |
| U 101 |                      | 0                          | 3 non terminés à la fin de la guerre |
| U 107 |                      | 0                          | 2 non terminés à la fin de la guerre |
|       | Total                | 27                         |                                      |